# Granja de Rocamora
Pour les articles homonymes, voir Granja et Rocamora.
Granja de Rocamora (en castillan et en valencien) est une commune d'Espagne de la province d'Alicante dans la Communauté valencienne. Elle est située dans la comarque de la Vega Baja del Segura et dans la zone à prédominance linguistique castillane.

## Histoire

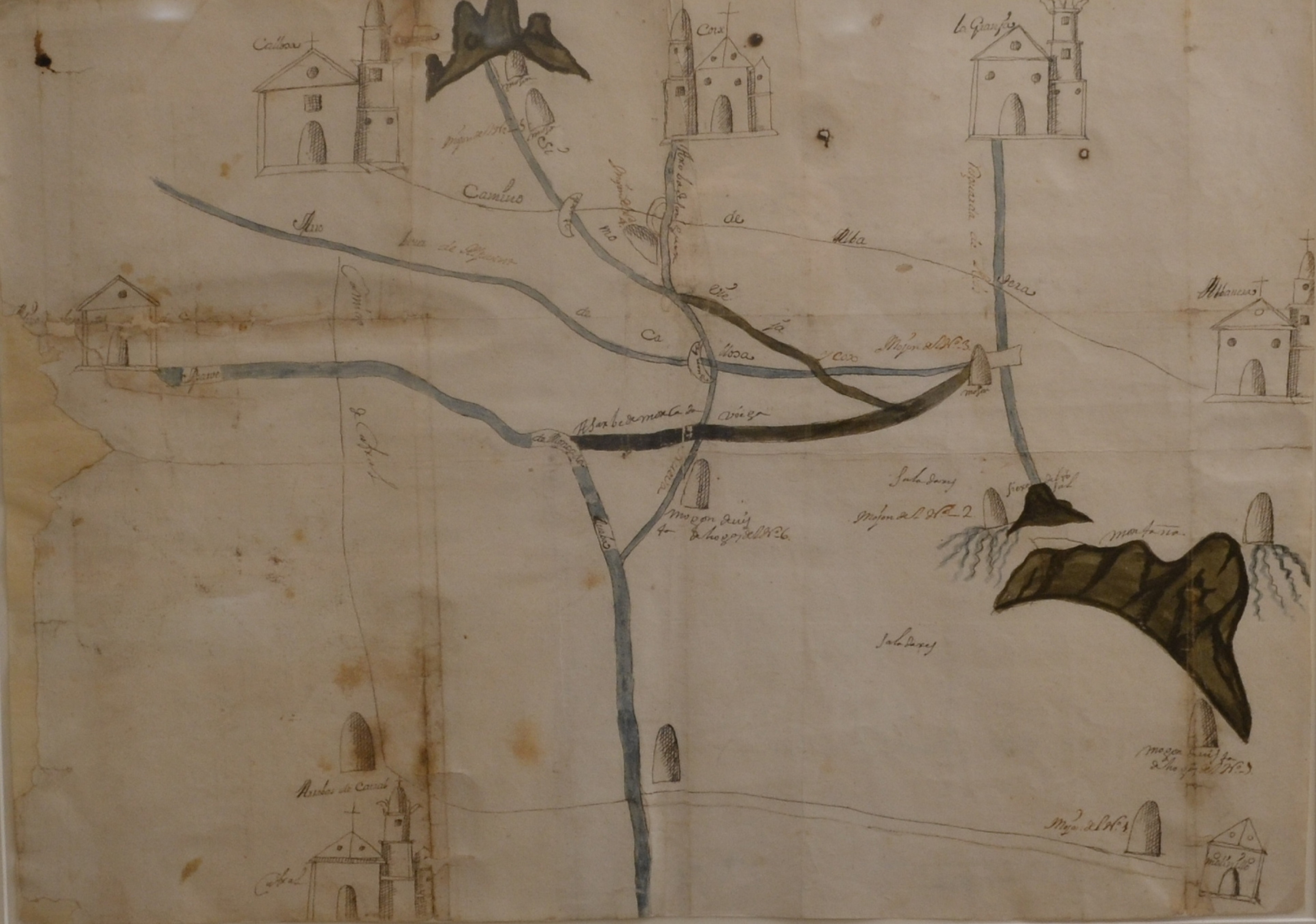
Carte des territoires communals de Callosa de Segura, Cox, Albatera et Granja de Rocamora

## Géographie

Localisation de Granja de Rocamora
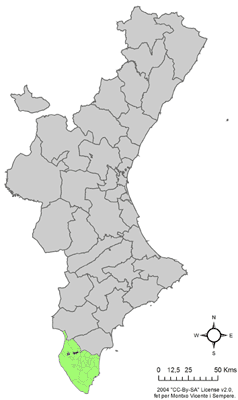
dans la Communauté valencienne.
dans la comarque de la Vega Baja del Segura.